# Свуйной
Свуйной (фар. Svínoy) или Свинё (дат. Svinø) — один из островов Фарерского архипелага, расположенный на его севере. Площадь — 27,24 км². Население Свуйноя проживает в одноимённом поселении и на октябрь 2021 года насчитывало 31 человек.

## Название
Название острова переводится как «свиной остров» и связано либо с разведением на острове свиней, либо с некоторой присутствующей на острове формой рельефа, напоминающей свинью. Острова с похожими названиями есть в составе Шетландского архипелага, а также в Дании и Норвегии.

## География
Побережье острова в основном имеет обрывистые берега. Высочайшая вершина — Хавнартиндур, 586 м.

## История
Остров упоминается в «Саге о фарерцах» XIII века.

## Транспорт
До Свуйноя ежедневно (в зависимости от погоды) ходит паром, который отправляется с Вийоя. Четыре раза в неделю на острове делает остановку пассажирский вертолёт.

## Галерея

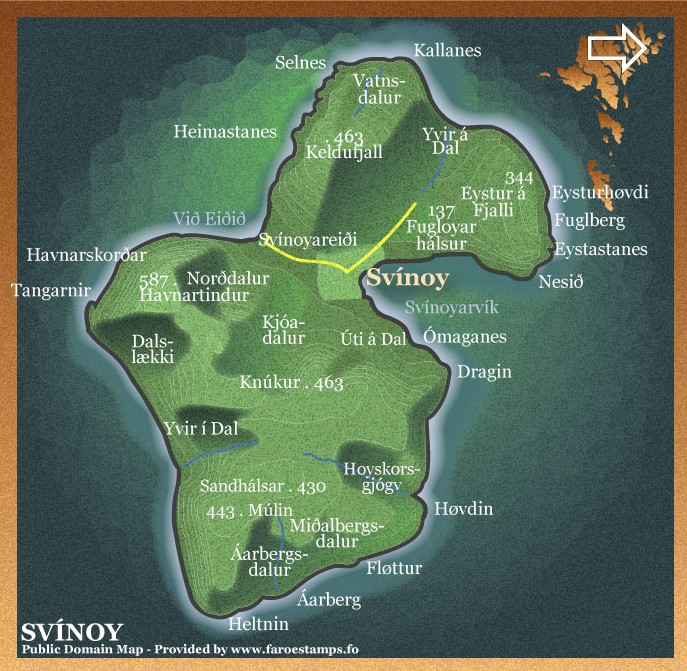
Карта острова Свуйной
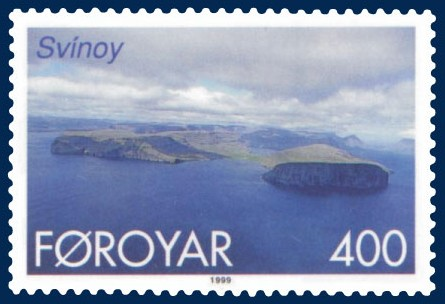
Марка 1999 года с изображением острова